# Mr. Parker
Mr. Parker è uno degli antagonisti principali della serie televisiva statunitense Jarod il camaleonte (The Pretender in originale), interpretato da Harve Pressnell. Mr. Parker è il direttore del Centro e il padre di Miss Parker (cosa successivamente smentita nel secondo film televisivo).

## Personaggio

### Aspetto
Mr. Parker è un uomo anziano, ma ancora imponente, coi capelli e baffi bianchi ed uno sguardo freddo e misterioso caratterizzato dai chiarissimi occhi azzurri. Le caratteristiche che maggiormente risaltano in Mr. Parker sono i suoi lineamenti duri e l'enigmatico sorriso, dettagli i quali lo caratterizzano come estremamente ambiguo e rendono difficile capire quale sia il suo reale schieramento o se stia dicendo o no la verità.
In alcune occasioni, quando si trova tra parenti (Miss Parker, Mr. Lyle o Brigitte), Mr. Parker è caratterizzato, invece, da un'aria mansueta e rilassata, nonché da un sorrisetto compiaciuto stampato sulle labbra.
In tutta la serie lo si è visto sempre indossare completi giacca e cravatta scuri, con camicie nere o grigie e, in alcune occasioni, un lungo soprabito nero.

### Personalità
Mr. Parker è un uomo duro, autoritario, severo e freddo, misterioso e di poche parole che non dimostra affetto per nessuno all'infuori di sua figlia. Al pari del Signor Raines, Mr. Parker non ammette la possibilità di fallimento e pretende sempre il massimo da tutti i suoi subalterni, soprattutto da sua figlia. Conosce tutti i segreti del Centro. Mr. Parker tende a non prendere realmente in considerazione il parere di nessuno all'infuori di se stesso ed a zittire Miss Parker ogni qual volta tenti di muovere obiezioni alle decisioni severe da lui prese.
Principalmente, Mr. Parker è un uomo pieno di misteri e ha spesso mentito a Miss Parker, la quale man mano nella serie comincerà ad avere dei dubbi sul presunto genitore, cosa che porterà ad inclinare il loro rapporto. Mr. Parker vorrebbe che Miss Parker lo succedesse alla dirigenza del Centro, ma la donna ha più volte espresso di voler abbandonare la struttura per vivere una vita normale. Mr. Parker ha, quindi, dato il permesso alla figlia di allontanarsi dal Centro, a patto che lei riesca a catturare Jarod.
Nonostante si comporti come un uomo senza sentimenti, dimostrerà più volte il contrario, soprattutto nei riguardi della figlia, Miss Parker, che chiama sempre affettuosamente angelo; infatti la donna gli salvò la vita quando era bambina e da quest'azione deriva il soprannome datogli da Mr. Parker. Sebbene nell'ultimo film si scopra che non è il vero padre di Miss Parker, Mr. Parker dimostrerà di tenere molto alla figlia dicendole prima di gettarsi nell'oceano: «Ciò che conta è che ti ho sempre amato come un padre». Nella serie, sebbene non venga delineato il rapporto tra Catherine Parker e Mr. Parker, quest'ultimo dimostrerà di amare profondamente sua moglie; questo è confermato in un nastro DSA (Digital Simulation Archive) in cui l'uomo piangerà per l'apparente suicidio di Catherine, dimostrandosi sinceramente affranto e sconvolto». Invece non dimostra di amare la sua seconda moglie, Brigitte, in quanto rivela di averla sposata solo allo scopo di avere un figlio. Alla nascita di quest'ultimo, però, Mr. Parker si dimostrerà parecchio disinteressato nei confronti del nasciturno.

## Biografia del personaggio

### Antefatti
Non si conosce molto sul passato di Mr. Parker. Si sa che sposò Catherine Parker e che era a conoscenza che la donna voleva salvare i bambini rinchiusi nel Centro. Inoltre Mr. Parker appoggiò il progetto che consisteva nel creare un bambino con il "senso interiore" di Catherine Parker e le capacità speciali di Jarod, facendo ingravidare sua moglie con il seme del Maggiore Charles.

### Nella serie
Mr. Parker incarica Miss Parker di catturare Jarod, fuggito dal Centro; in cambio della cattura del simulatore da parte della figlia, Mr. Parker acconsentirà alle richieste di quest'ultima e le permetterà di abbandonare definitivamente il Centro. Nel corso della prima stagione, Mr. Parker non ha mai un ruolo di rilievo e rimane costantemente nel Centro, più precisamente nella Torre (il luogo in cui risiede).
All'inizio della seconda stagione, Mr. Parker è misteriosamente sparito e il suo incarico viene preso da Mr. Lyle. Ricomparirà nel Centro dopo alcuni episodi e riprenderà, così, la sua carica. Successivamente Mr. Lyle, Brigitte e il Signor Raines tenteranno di ucciderlo, ma Mr. Parker verrà puntualmente salvato da Miss Parker e dalla sua  squadra. A seguito di questo evento, Mr. Parker ordinerà alla figlia di uccidere Mr. Lyle, che però riesce a fingere la sua morte.
Nella terza stagione, Mr. Parker scopre che Lyle è suo figlio (teoricamente suo nipote) e per questo fa di tutto pur di riportarlo nel Centro. Mr. Parker farà anche di tutto per dimostrare a Miss Parker il cambiamento di Lyle, ma non riuscirà mai a convincere la figlia del tutto. Contemporaneamente inizia anche ad avere una relazione con Brigitte, con cui si sposerà e dalla quale avrà un figlio. Il figlio, tuttavia, potrebbe essere anche di Lyle da come riferisce Broots in quanto ha egli stesso assistito a degli atteggiamenti ambigui tra Brigitte e Lyle.
Nella quarta e ultima stagione, Mr. Parker perderà temporaneamente il suo incarico in favore di Lyle e ucciderà, almeno apparentemente, il Signor Raines in modo tale che quest'ultimo non divulgasse a Miss Parker informazioni sul Centro e su Catherine Parker.

### Nei film
Nel primo film, Il Camaleonte assassino, viene rapito da Alex e, successivamente, viene salvato da Miss Parker e da Jarod.
Nel secondo film, L'isola fantasma, si scopre che in realtà egli non è il vero padre di Miss Parker e di Mr. Lyle, ma bensì lo zio. Infatti si scoprirà che il vero padre dei due è William Raines, che è il fratello di Mr. Parker. In questo film si riprende dal suo stato catatonico (in cui si trovava a causa di una pallottola vagante nel film precedente) e si allea con Raines e Lyle per prendere le misteriose pergamene che contengono molti segreti sul Centro. Mr. Parker avrà occasione di leggere le pergamene sotto esortazione di Jarod e, scioccato, deciderà di gettarsi con esse nell'Oceano per porre fine al male che esse hanno provocato.

## Abilità
Mr. Parker è dotato di una grande intelligenza tattica e strategica ed è un esperto in svariate tecniche di spionaggio. Nonostante la sua età, Mr. Parker dimostra di avere una buona forza fisica ed è in grado di utilizzare qualsiasi tipologia di arma da fuoco, dimostrando una mira praticamente infallibile.
Oltretutto è un abilissimo leader, capace di dirigere il Centro e dimostrandosi capace di dirigere un numero di uomini largamente superiore al centinaio.